# Die City-Cobra
Die City-Cobra ist ein US-amerikanischer Actionfilm aus dem Jahr 1986 mit Sylvester Stallone und Brigitte Nielsen in den Hauptrollen. Produziert wurde der Film von Cannon Films, einer Produktionsfirma, die sich in den 1980er Jahren auf Action-Filme spezialisiert hatte.

## Handlung
Lieutenant Maria (im Original Marion) Cobretti, bekannt als die Cobra, ist ein Polizeibeamter des LAPD. Als es in einem Supermarkt zu einer Geiselnahme kommt, beendet er diese gewaltsam und auf eigene Faust, während seine Kollegen noch mit der Waffe im Anschlag draußen warten, um zu verhandeln. Das bringt ihm nicht nur Freunde ein. Von der Presse muss er sich den Vorwurf der Selbstjustiz gefallen lassen. Seine eigenen Kollegen fürchten sein impulsives Verhalten und seine Alleingänge. Insbesondere Detective Monte kritisiert Cobrettis Vorgehensweise, was immer wieder zu Streit zwischen den beiden führt.
Die vom sogenannten „Nacht-Schlitzer“ angeführte Gang, eine wie eine Sekte anmutende Vereinigung, die eine neue Welt erschaffen will, treibt in Los Angeles ihr Unwesen. Zahlreiche unschuldige Menschen werden von ihr offensichtlich wahllos überfallen und getötet. Das Fotomodell Ingrid Knudsen wird Zeugin bei einem der Überfälle und kann entkommen. Cobretti und sein Partner Gonzales beschützen Ingrid, werden aber von den Gangstern gefunden, da die Polizistin Nancy Stalk, welche die Geliebte des Nacht-Schlitzers ist, ebenfalls zum Schutz von Ingrid abgestellt wurde und somit ihre Komplizen über ihren Standort informieren kann.
Cobretti und Ingrid flüchten aufs Land und verstecken sich in einem Motel, wo sich eine Liebesbeziehung zwischen ihnen entwickelt. Aufgrund von Stalks Verrat treffen jedoch schon bald die Gangster ein und es kommt zu einer Verfolgungsjagd und Schießerei, bei der Gonzales verletzt wird. Schließlich kommt es zum Showdown in einem Stahlwerk. Cobretti gelingt es, die meisten der Gangster inklusive der nun enttarnten Nancy Stalk auszuschalten, bis er schließlich dem Nacht-Schlitzer gegenübersteht. Dieser verhöhnt ihn und meint, dass das Gesetz auch Leute wie ihn schütze und Cobretti ihn daher nur verhaften dürfe. Cobretti entgegnet ihm, dass er keine Rechte verdient hätte und möchte ihn erschießen, doch bevor er abdrücken kann, wird er hinterrücks von der plötzlich wieder auftauchenden Nancy Stalk angefallen. Während die beiden kämpfen, schießt der Nacht-Schlitzer auf Cobretti, trifft aber Nancy, die dabei stirbt. Anschließend liefert sich Cobretti mit dem Nacht-Schlitzer einen Zweikampf, an dessen Ende Cobretti ihn an einem Metallhaken aufspießt. Dieser befördert den Gangster automatisch in einen Hochofen, wo er bei lebendigem Leibe verbrennt.
Im Anschluss wird Gonzales mit einem Krankenwagen abtransportiert und Cobretti von seinem Captain gelobt. Monte gratuliert ihm ebenso, kritisiert allerdings wiederum seine Vorgehensweise. Cobretti reicht ihm zur Versöhnung die Hand, jedoch nur um ihn daraufhin niederzuschlagen. Anschließend fährt er zusammen mit Ingrid auf einem Motorrad davon.

## Synchronisation
Die deutsche Synchronisation entstand nach einem Synchronbuch von Andreas Pollak unter dessen Dialogregie im Auftrag der Berliner Synchron.
| Rolle                               | Darsteller         | Sprecher          |
| ----------------------------------- | ------------------ | ----------------- |
| Lieutenant Maria Cobretti („Cobra“) | Sylvester Stallone | Thomas Danneberg  |
| Ingrid Knudsen                      | Brigitte Nielsen   | Heike Schroetter  |
| Seargeant Gonzales                  | Reni Santoni       | Ulrich Gressieker |
| Detective Monte                     | Andrew Robinson    | Norbert Langer    |
| Nacht-Schlitzer                     | Brian Thompson     | Helmut Krauss     |
| Nancy Stalk                         | Lee Garlington     | Stefanie Schmidt  |
| Captain Sears                       | Art LaFleur        | Wolfgang Kühne    |
| Supermarkt-Killer                   | Marco Rodríguez    | Thomas Petruo     |
| Chief Halliwell                     | Val Avery          | Alexander Herzog  |
| Dan                                 | David Rasche       | Helmut Gauß       |

## Kritiken
Nina Darnton kritisierte in der New York Times vom 24. Mai 1986, dass die Gewalt im Film und die vertretene Anschauung verstörend seien. Sie verglich den Film mit Publikationen, die die Pornografie kritisieren, indem sie Beispiele davon veröffentlichen. Der Regisseur zeige vorwiegend die verwendeten Waffen. Brigitte Nielsen sehe schön aus, aber sie spreche „monoton“.

„Ein bluttriefendes Action-Spektakel, das seine gewaltverherrlichende Botschaft teilweise mit faschistoider Mentalität verbreitet.“

David Letterman sagte in Anlehnung an den Slogan des Films „Crime is a disease. He is the cure.“ („Verbrechen ist eine Krankheit. Er ist die Heilung.“) „Stallone is a disease. Acting lessons are the cure.“ („Stallone ist eine Krankheit. Schauspielunterricht ist die Heilung.“)

## Auszeichnungen
Der Film wurde 1987 sechsmal für die Goldene Himbeere nominiert;
- Schlechtester Film
- Schlechtester Schauspieler (Stallone)
- Schlechteste Schauspielerin (Nielsen)
- Schlechtester Nebendarsteller (Brian Thompson)
- Schlechtestes Drehbuch (Stallone)
- Schlechtester Newcomer (Thompson)

## Hintergrund
Der Film entstand nach dem Roman Fair Game von Paula Gosling. Neun Jahre später entstand unter dem Originalbuchtitel ein ähnlich gelagerter Film mit William Baldwin und Cindy Crawford in den Hauptrollen. Stallone sollte eigentlich 1984 die Hauptrolle in Beverly Hills Cop spielen. Als man seine Ideen für das Drehbuch ablehnte, verließ er die Produktion und verwirklichte seine Vorstellungen in Die City-Cobra. Das im Film gezeigte Auto, ein Ford Mercury Monterey von 1950, gehörte Sylvester Stallone. Für eine Actionszene ließ man demolierbare Doubles anfertigen.
Der Film wurde in Los Angeles gedreht. Er spielte in den Kinos der USA ca. 49 Millionen US-Dollar ein; weltweit waren es ca. 160 Millionen US-Dollar. City-Cobra ist neben den Rocky- und Rambo-Fortsetzungen der dritterfolgreichste Actionfilm Stallones aus den 1980er Jahren.
Die Hauptdarsteller Sylvester Stallone und Brigitte Nielsen wurden auch hinter der Kamera ein Paar und heirateten wenig später. Sie waren auch gemeinsam in Rocky IV – Der Kampf des Jahrhunderts zu sehen. Die Ehe wurde am 13. Juli 1987 geschieden.
Aufgrund etlicher Gewaltszenen kam der Film in Deutschland selbst in der FSK-18-Fassung geschnitten auf den Kino- und Videomarkt und wurde am 26. Mai 1987 indiziert. Der Verleih Warner Bros. versuchte später eine ungeschnittene, JK-geprüfte DVD-Fassung auf den Markt zu bringen; aufgrund der gewalttätigen Tendenz des Films sowie der Verherrlichung der Selbstjustiz in der brutalen Schlussszene weigerte sich die SPIO jedoch, den Film freizugeben. Die ungeschnittene Fassung des Films erschien daher nur im europäischen Ausland; Deutschland wurde mit einer zensierten Fassung bedacht. 2012 wurde der Film vom Index gestrichen und nach einer Neuprüfung der FSK in seiner ungeschnittenen Fassung ab 18 freigegeben.

## Soundtrack
| A1      | John Cafferty                | Voice Of America's Sons (Theme From Cobra)      |
| A2      | Jean Beauvoir                | Feel The Heat                                   |
| A3      | Gladys Knight & Bill Medley  | Loving On Borrowed Time (Love Theme From Cobra) |
| A4      | Sylvester Levay              | Skyline                                         |
| A5      | Gary Wright                  | Hold On To Your Vision                          |
| B1      | Miami Sound Machine          | Suave                                           |
| B2      | Sylvester Levay              | Cobra                                           |
| B3      | Robert Tepper                | Angel Of The City                               |
| B4      | Sylvester Levay              | Chase                                           |
| B5      | Bill Medley & Carmen Twillie | Two Into One                                    |
| Quelle: |                              |                                                 |